# Abitare nei monti Fuchun

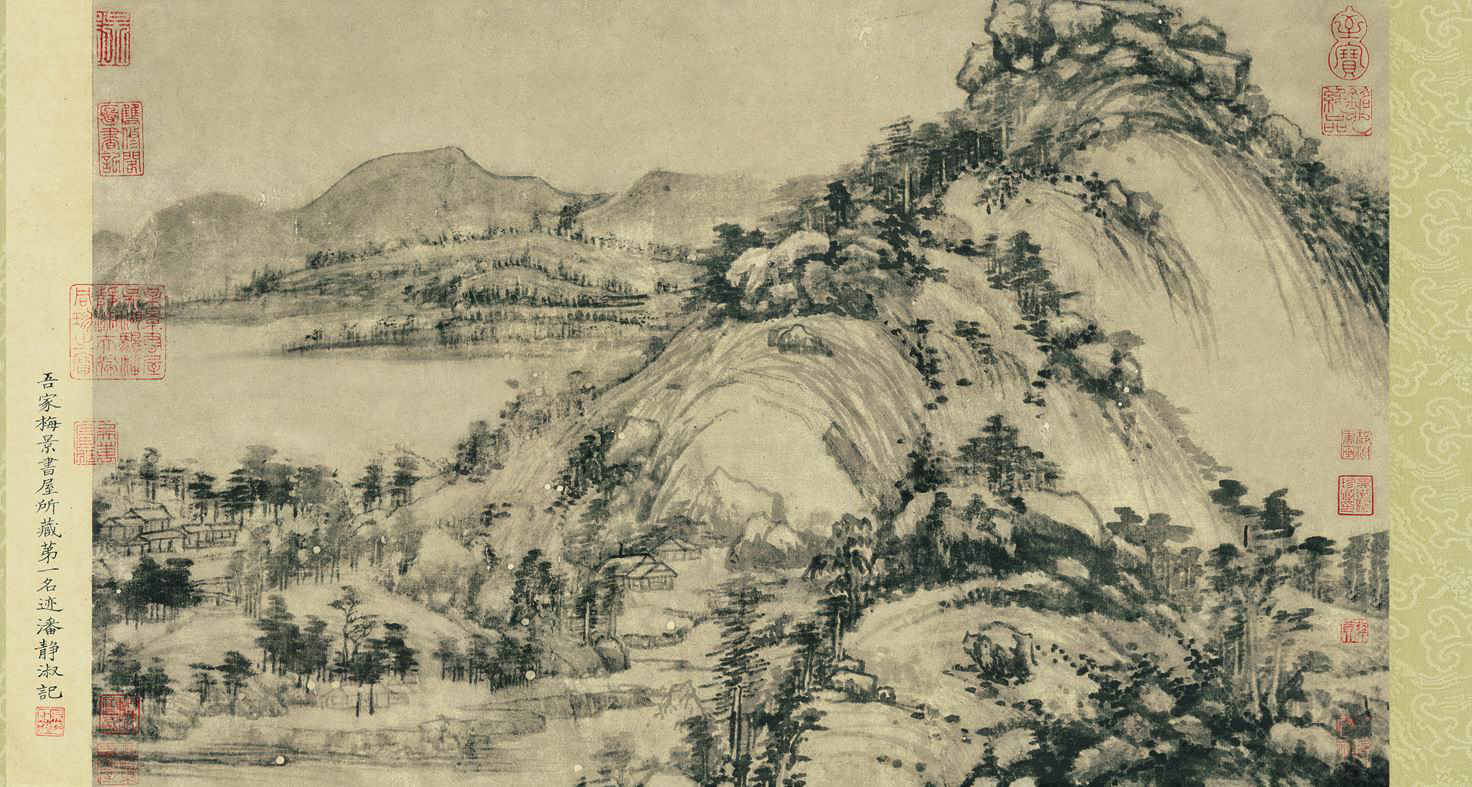
La Montagna Rimanente, prima parte di Abitare nei Monti Fuchun, Museo Provinciale dello Zhejiang a Hangzhou

Abitare nei monti Fuchun (富春山居圖S, Fùchūnshān jū túP) è una delle poche opere sopravvissute del famoso pittore cinese Huang Gongwang (1269–1354) ed è considerata come una tra le sue opere più importanti. Dipinto a cavallo tra il 1348 e il 1350, nel 1650, bruciando, si separò in due parti, di cui la prima, chiamata La montagna rimanente, si trova attualmente nel Museo provinciale dello Zhejiang a Hangzhou, mentre la seconda, chiamata Il rotolo del Maestro Wuyong, è conservata oggi nel National Palace Museum di Taipei. Nella sua interezza, il dipinto misurerebbe 691,3 centimetri (272,2 in) di lunghezza.

## Huang Gongwang e i monti Fuchun
"Abitare nei Monti Fuchun" è considerato uno dei più grandi capolavori sopravvissuti dell'acclamato pittore cinese Huang Gongwang, il quale iniziò gli studi pittorici in modo serio solo all'età di 50 anni. Nel 1347 si trasferì sui Monti Fuchun (a sud-ovest di Hangzhou, lungo la riva settentrionale del fiume Fuchun), dove trascorse gli ultimi anni della sua vita. Lì realizzò numerosi dipinti di paesaggi naturali, tra cui "Abitare nei Monti Fuchun", che raffigura il paesaggio di Fuyang, Hangzhou.

## Storia

### Inizi
Fu "accuratamente progettato e sviluppato in strati di lavaggi e pennellate, dando un aspetto convincente di organizzazione improvvisata ma ispirata e di gioco spontaneo di inchiostro nei dettagli" - due tecniche a cui Huang Gongwang è associato, influenzando in seguito artisti come Wang Yuanqi, uno dei "Sei Maestri dei primi Qing". Il dipinto fu presentato a un sacerdote taoista come dono nel 1350. Un secolo dopo, il dipinto fu in qualche modo acquisito da Shen Zhou (1427-1509), pittore della dinastia Ming. Durante il regno dell'imperatore Chenghua (1465-1487), Shen Zhou inviò il dipinto a un calligrafo senza nome per farlo incidere (nota curiosa considerando che Shen Zhou era lui stesso un eccellente calligrafo). Tuttavia, il figlio di questo calligrafo si impadronì del dipinto che, dopo alcuni cambi di proprietario, tornò sul mercato rivenduto a un prezzo elevato. Non potendoselo permettere, Shen Zhou non poté fare altro che realizzare una copia del dipinto; tale imitazione è diventata la copia più nota e acclamata tra tutte.
Non molto tempo dopo aver realizzato la copia, Shen Zhou la diede ad un suo amico burocrate di nome Fan Shunju (樊舜举), il quale si mise alla ricerca della copia autentica. Quando la trovò, la comprò a un prezzo elevato e invitò Shen Zhou a scriverci sopra una dedica; Shen Zhou annotò quindi alla fine del rotolo la storia di come il dipinto fosse andato perduto e poi ritrovato.
Nel corso dei secoli successivi, il dipinto ebbe diversi proprietari, tra cui Tan Zhiyi (谈志伊), Dong Qichang (董其昌) e Wu Zhengzhi (吴正志). Alla morte di quest'ultimo, il dipinto passò al suo terzo figlio Wu Hongyu (吴洪裕), che lo amò così tanto che, rifugiandosi, lasciò tutti gli oggetti di valore e portò con sé solo il dipinto e una copia del Classico dei Mille Caratteri del Maestro Zhiyong (智永法师); era affezionato a queste due opere a tal punto che le fece bruciare poco prima di morire, in modo da poterle portare con sé nell'aldilà.

### La separazione in due parti
Il nipote di Wu Hongyu, Wu Jing'an, salvò il dipinto, che però era già in fiamme e spezzato in due. Il pezzo più piccolo, ovvero la sezione iniziale, che misurava in lunghezza 51,4 centimetri (20,2 in), fu successivamente conosciuto come "La Montagna Rimanente" (剩山圖). Dopo essere passato per le mani di numerosi collezionisti, giunse in possesso di Wu Hufan (吴湖帆), pittore e collezionista, negli anni '40. Nel 1956, si stabilì definitivamente nel Museo provinciale dello Zhejiang a Hangzhou .

Il percorso della sezione finale, che misura in lunghezza 636,9 centimetri (250,7 in), noto come Il rotolo del Maestro Wuyong (無用師卷), fu forse più spettacolare. Passò per le mani di diversi funzionari governativi di alto livello, tra cui Gao Shiqi (高士奇) e Wang Hongxu (王鸿绪), prima di approdare al Palazzo Imperiale. L'imperatore Qianlong, che si vantava delle sue competenze in materia, giudicò questa nuova acquisizione una contraffazione e insisteva sul fatto che un'imitazione che già possedeva fosse autentica. Questo abbaglio fu scoperto solo nel 1816, durante il regno dell'imperatore Jiaqing. Il pezzo più lungo fu dunque portato a Taiwan negli anni '50 e ora si trova al National Palace Museum di Taipei.

### La riunificazione dopo tre secoli e mezzo
Nel 2011, la prima sezione del dipinto è stata prestata al National Palace Museum di Taipei dove, tra giugno e luglio, i due pezzi sono stati riuniti per la prima volta dalla loro separazione, avvenuta più di tre secoli e mezzo fa. La mostra attirò 847.509 visitatori e diventò una delle mostre d'arte più popolari del 2011.

## Nella cultura popolare
Nel film cinese Switch del 2013, l'eroe (Andy Lau) ha il compito di recuperare il dipinto rubato.
Tiepide acque di primavera, film cinese del 2019 di Guo Xiaogang, prende il nome dal dipinto.
Il dipinto è presente anche nel drama cinese del 2017 "Because of Meeting You". La serie è incentrata sul ricamo e una sciarpa con ricamata la metà del dipinto "La montagna rimanente" gioca un ruolo importante nella trama.